# Peter Dajnko
Peter Dajnko, slovenski rimskokatoliški duhovnik, čebelar, pisatelj in jezikoslovec, * 23. april 1787, Črešnjevci; † 22. februar 1873, Velika Nedelja. V začetku 19. stoletja je poskušal uvesti novo pisavo imenovano dajnčica.

## Življenjepis
Peter Dajnko se je rodil v vasi Črešnjevci blizu Gornje Radgone. Oče mu je bil vinogradnik Filip Dajnko. Mati mu je bila Marija Korošec. Po končani gimnaziji v Mariboru je študiral teologijo in filozofijo v Gradcu. Študij je končal leta 1814. Po posvečenju je bil najprej kaplan v Gornji Radgoni, pozneje pa župnik in dekan v Veliki Nedelji. Nekaj časa je bil tudi okrožni šolski nadzornik.
Leta 1824 je izdal (v nemščini) knjigo Lehrbuch der windischen Sprache (Učbenik slovenskega jezika). Knjiga je pravzaprav slovnica vzhodnoštajerske slovenščine. V tej knjigi je Dajnko predstavil tudi svoje poglede na pravopis in uvedel poseben črkopis, ki se po njem imenuje dajnčica. To pisavo je potem uporabljal v svojem obsežnem delu, ki zajema šolske učbenike, nabožno literaturo in tudi nekaj strokovne literature. Med strokovno literaturo velja posebej omeniti knjigo Čelarstvo (pravzaprav v dajnčici Чelarstvo), ki je prva knjiga o čebelarstvu napisana v slovenščini. Poskusil je prevesti Biblijo. Edini rokopisni prevod o Genezi hranijo v NUK-u. Po letu 1839 je dajnčico nadomestila gajica, ki je v uporabi še zdaj. Peter Dajnko je umrl leta 1873 v Veliki Nedelji.
Dajnkova rojstna hiša danes velja za lokalno znamenitost, saj je ena od redkih dobro ohranjenih tipično panonskih hiš izdelanih iz tramov in obdanih z ilovico ter kritih s slamo. V hiši je etnološka zbirka in zbirka Petra Dajnka.

## Dela
- Sazhetek vüzhenja 'Slaven'skega po nedelah, 1816
- Evangeliomi na v'se nedéle ino 'svetke skos leto, 1817
- Kniga poboshnosti, 1817 (primerek ni v razvidu)
- Evangelji na vse nedele ino svetke skos leto, 1818
- Knishiza poboshnosti sa mlade ino dorashene kristjane, 1820
- Svetega pisma sgodbe is starega sakona, 1821
- Lehrbuch der Windischen Sprache (Vindišarska/Štajerskoslovenska čitanka), 1824
- Opravilo svete meȣe, spovedne ino dryge priliчne molitbe za katolȣke kristjane, 1824
- Kmet Izidor s svojimi otroki ino lydmi, 1824
- Sto cirkvenih ino drygih poboxnih pesmi med katolȣkimi kristjani slovenskega naroda na Ȣtajerskem, 1826
- Svetega Pisma zgodbe iz Starega ino Novega Zakona, 1826
- Posvetne pesmi med slovenskim narodom na Ȣtajerskem, 1827
- Molitbe za katolȣke kerȣenike: vjytro, veчer, pri sveti meȣi, k'spovedi, 1829
- Opravilo svete meȣe, spovedne ino druge priliчne molitbe za katolȣke kristjane, 1829
- Sveti krixni pot, ali bridko terpleŋe ino smert naȣega gospoda Jezu Krista, 1829
- Boxja sluxba kerȣanske mladosti, 1830
- Zhelarstvo, ali zeli novi, kratki popun navuk zhelne reje, 1831
- Чelarstvo, ali celo novi, kratki, popun navuk чelne reje, 1831
- Knixica poboxnosti za mlade ino doraȣene kristjane, 1833
- Listi ino evaŋgelji na vse nedele, svetke ino imenitneȣe dneve celega kerȣansko-katolȣkega cirkvenega leta, 1833
- Abecedna knixica za dexelne ȣole, 1833
- Abecedna knixica na hitro ino lehko podvuчenje, 1833
- Veliki katekizem, to je, kŋiga kerȣansko-katolȣkega navuka, 1833